# Kindgeführte Familie
Eine kindgeführte Familie, oder ein kindergeführter Haushalt ist die Bezeichnung für eine Familie, die von einem Minderjährigen (Kind oder Jugendlichen) geführt wird. Solche Familien trifft man vornehmlich in Entwicklungsländern und in Kriegsgebieten an. Die Familie wird in der Regel vom ältesten Kind geführt; die Eltern fielen entweder dem bewaffneten Konflikt zum Opfer, oder sie wurden von einer Krankheit oder Seuche getötet. In manchen Fällen adoptieren Verwandte die Kinder, sobald sie erfahren, dass die Eltern tot sind. Die Situation, dass das älteste Kind die Familienführung übernehmen muss, tritt ein, wenn es entweder keine näheren Verwandten gibt, oder sich diese die Unterstützung weiterer Kinder nicht leisten können. Inwiefern, und in welchem Ausmaß der Staat der verwaisten Familie hilft, ist landesabhängig. Hilfe für solche Familien kommt meist von Wohltätigkeits- oder Hilfsorganisationen, wie UNICEF.
Kindgeführte Familien findet man am häufigsten in Afrika. Dort hat die Aidsepidemie oft zu Situationen geführt, in denen beide Elternteile an der Krankheit gestorben sind, und eine Familie von Waisenkindern zurückließen. Oft übernehmen die Kinder bereits die Aufgaben der Erwachsenen, bevor der letzte Erwachsene verstorben ist; zu einem Zeitpunkt, zu dem der Erwachsene krank oder zu schwach zum Arbeiten ist. Die ältesten Kinder müssen die Schule meistens abbrechen und sich eine Arbeit suchen, um die Familie finanziell unterstützen zu können. Eine Studie der Cornell-Universität aus dem Jahre 2005 zeigte, dass in Namibia das Durchschnittsalter, in dem die Kinder anfingen, die Aufgaben der Erwachsenen zu übernehmen, bei siebzehn Jahren lag; manche Kinder waren zu diesem Zeitpunkt allerdings erst neun Jahre alt. Die Anzahl kindgeführter Haushalte in Subsahara-Afrika nimmt zu. Eine Studie aus Südafrika von 2006 zeigte, dass 122.000 Kinder (0,67 %) im Land in solchen Haushalten lebten.
Es wurde geschätzt, dass der Völkermord in Ruanda von 1994 mindestens 60.000 kindgeführte Haushalte zurückließ. Viele Mädchen, welche während des Konflikts vergewaltigt wurden, mussten sich nun sowohl um ihre Geschwister als auch um ihre eigenen Kinder kümmern.